# Теплицький Леонід Олександрович
Леонід Олександрович Тепли́цький (нар. 5 травня 1906, Кременчук — пом. 20 лютого 1943) — український радянський архітектор.

## Біографія
Народився 23 квітня (5 травня) 1906 року в місті Кременчузі (тепер Полтавська область, Україна). Член ВКП(б). 1929 року закінчив Одеський художній інститут.
Загинув під час Другої світової війни 20 лютого 1943 року.

## Споруди

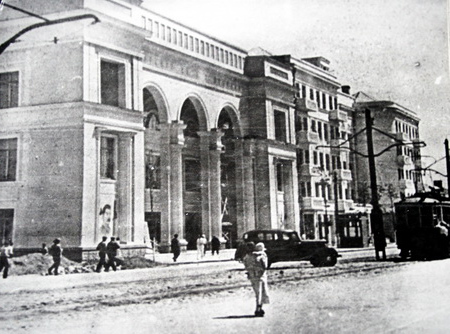
Театр кіно ім. Т. Шевченка. 1939 рік

- Театр кіно імені Тараса Шевченка (1933—1938, Донецьк);
- Інститут гігієни (1936, Донецьк);
- житловий будинок «Доннархарч» (1936, Донецьк, у співавторстві з М. Перхуновим);
- театр та житлові будинки в місті Іванові.